# Jacobsville Sandstone
Jacobsville Sandstone er en formation af rød sandsten med lyse striber og pletter. Den findes på den amerikansk-canadiske grænse i hovedsageligt det nordlige Upper Michigan (Michigan, USA), i dele af Ontario, Canada, og under meget af Lake Superior. Stenarten blev udvundet af 32 dagbrud i Upper Michigan fra 1870 til 1915 og blev brugt til bygninger i både USA og Canada pga. dens udseende og slidstyrke. Sandstenen er tidligere også blevet kaldet redstone, brownstone, Lake Superior Sandstone og Eastern Sandstone, men i 1907 fik den officielt navnet Jacobsville, da byen Jacobsville var kendt for at udvinde stenen.
Der er ikke enighed om sandstenens alder, men den ligger imellem Mesoproterozoikum og Miaolingium på den geologiske tidsskala. Formationen indeholder ingen fossiler.